# 国際連合安全保障理事会決議133
国際連合安全保障理事会決議133（こくさいれんごうあんぜんほしょうりじかいけつぎ133、英: United Nations Security Council Resolution 133, UNSCR133）は、1960年1月26日に国際連合安全保障理事会で採択された決議。カメルーン共和国の国連加盟申請を検討し、同国の加盟承認を総会に勧告した。